# Érismature australe
Oxyura australis
Espèce
Statut de conservation UICN

 LC  : Préoccupation mineure
Répartition géographique
L'Érismature australe (Oxyura australis) est une espèce d'oiseaux de la famille des Anatidae endémique d'Australie.

## Description
Il mesure de 30 à 35 cm et pèse entre 500 et 1 300 g. Le mâle a un bec d'un bleu ardoise qui devient d'un bleu brillant pendant la période des amours.

## Distribution et habitat
On le trouve dans le bassin de la Murray River, au Sud-est et à l'extrême sud du continent australien ainsi qu'en Tasmanie
Il vit dans les étendues d'eau douce.

## Alimentation
C'est un canard plongeur qui se nourrit de plantes aquatiques, d'insectes, de crustacés ou de mollusques.

## Reproduction
Les couvées sont de 3 à 12 œufs et l'incubation est de 26 à 28 jours. Elle est assurée uniquement par la femelle.